# Cracticus torquatus
L'uccello beccaio dal collare o gazza chiassosa dal collare (Cracticus torquatus (Latham, 1801)) è un uccello passeriforme della famiglia Artamidae.

## Etimologia
Il nome scientifico della specie, torquatus, deriva dal latino e significa "dal collare", in riferimento alla livrea di questi uccelli: il loro nome comune è anch'esso un riferimento alla colorazione.

## Descrizione

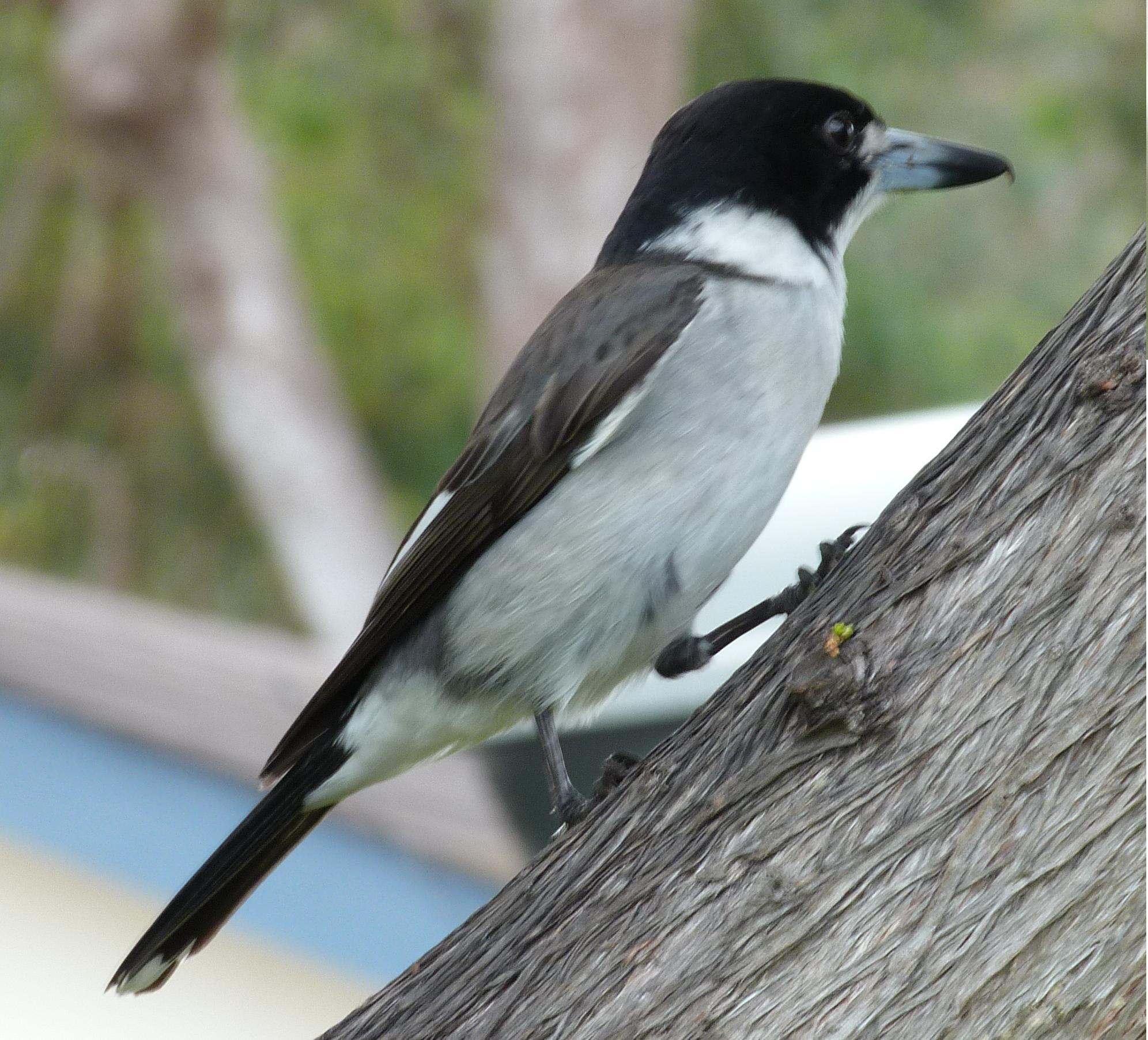
Esemplare nel Nuovo Galles del Sud.

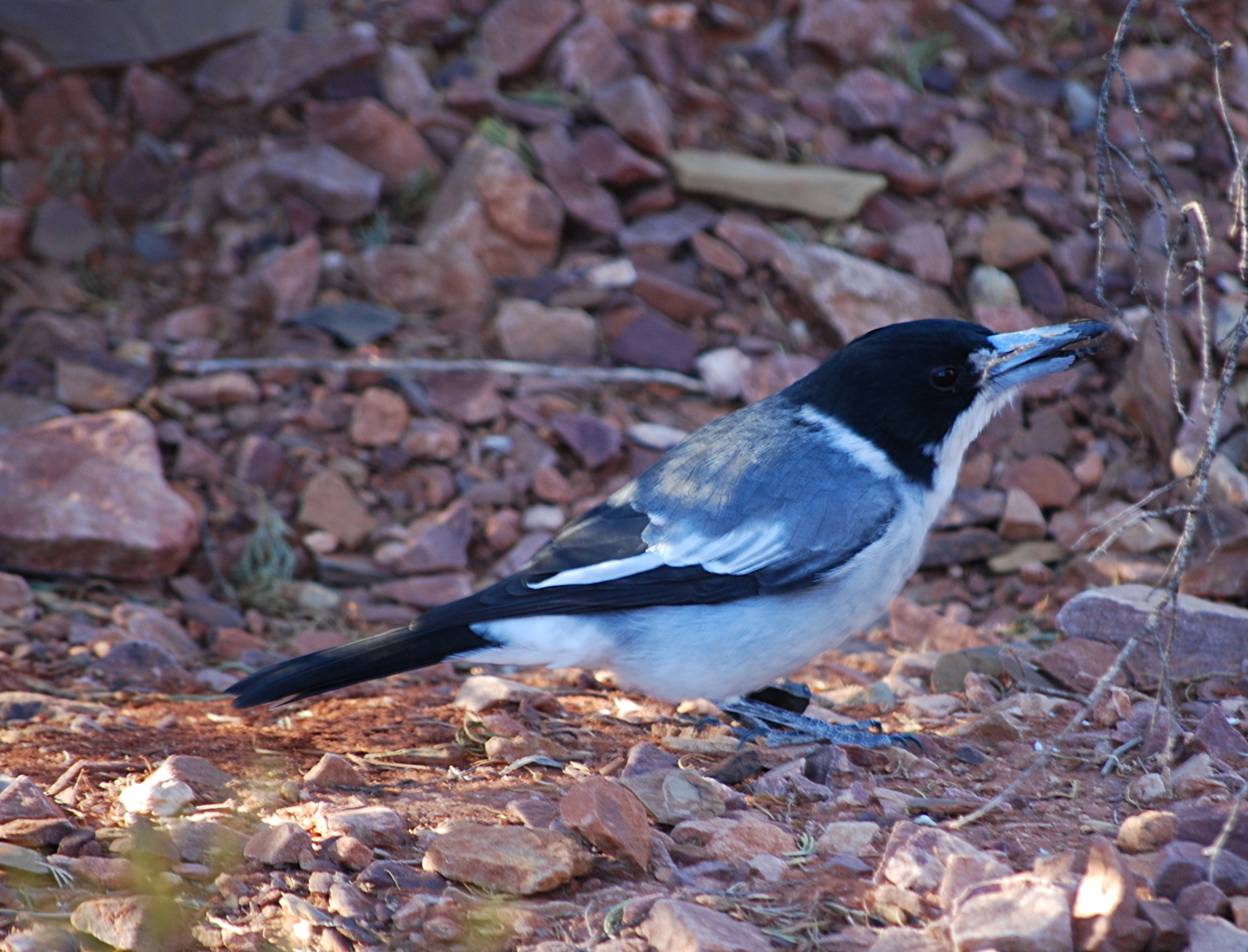
Esemplare al suolo in Australia Meridionale.

### Dimensioni
Misura 27–30 cm di lunghezza, per 68-112 g di peso: a parità d'età, le femmine sono leggermente più piccole e slanciate rispetto ai maschi.

### Aspetto
Si tratta di uccelli dall'aspetto robusto, muniti di lunga coda squadrata, grossa testa anch'essa squadrata e con forte becco dalla punta della mandibola superiore lievemente uncinata: il loro aspetto, nel complesso, può ricordare quello di un kookaburra con la livrea di un'averla.
Il piumaggio, come intuibile dal nome comune, è di colore grigio scuro (talvolta con sfumature bluastre) su dorso e ali, con queste ultime che presentano remiganti dagli orli neri (con la primaria centrale completamente bianca) e copritrici con indistinte screziature biancastre: la superficie inferiore delle ali è anch'essa di colore bianco, ben visibile quando l'animale è in volo. La gola, i lati del collo, il petto, i fianchi ed il ventre sono di colore bianco-grigiastro, con sfumature color sabbia specialmente nella parte centrale del petto, mentre la coda è nera con la base delle penne bianca, così come nero è il cappuccio che copre fronte, vertice, guance e nuca.
Le zampe sono di colore nerastro, gli occhi sono di colore bruno scuro ed il becco è grigio-bluastro nella metà prossimale e nero in quella distale: alla base del becco le narici sono nude e circondate da un lembo di pelle triangolare di colore grigio.

## Biologia

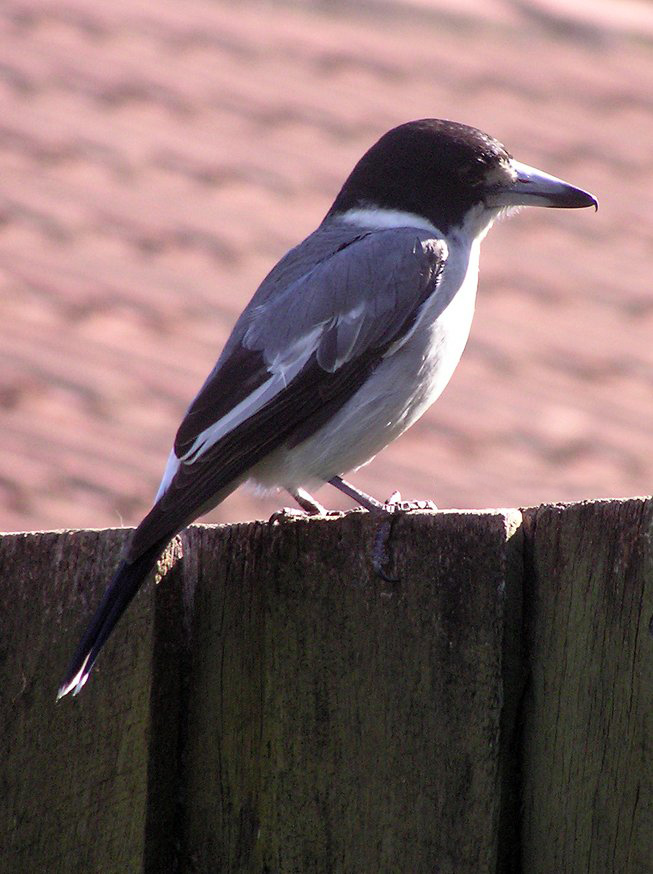
Esemplare in ambiente antropizzato.

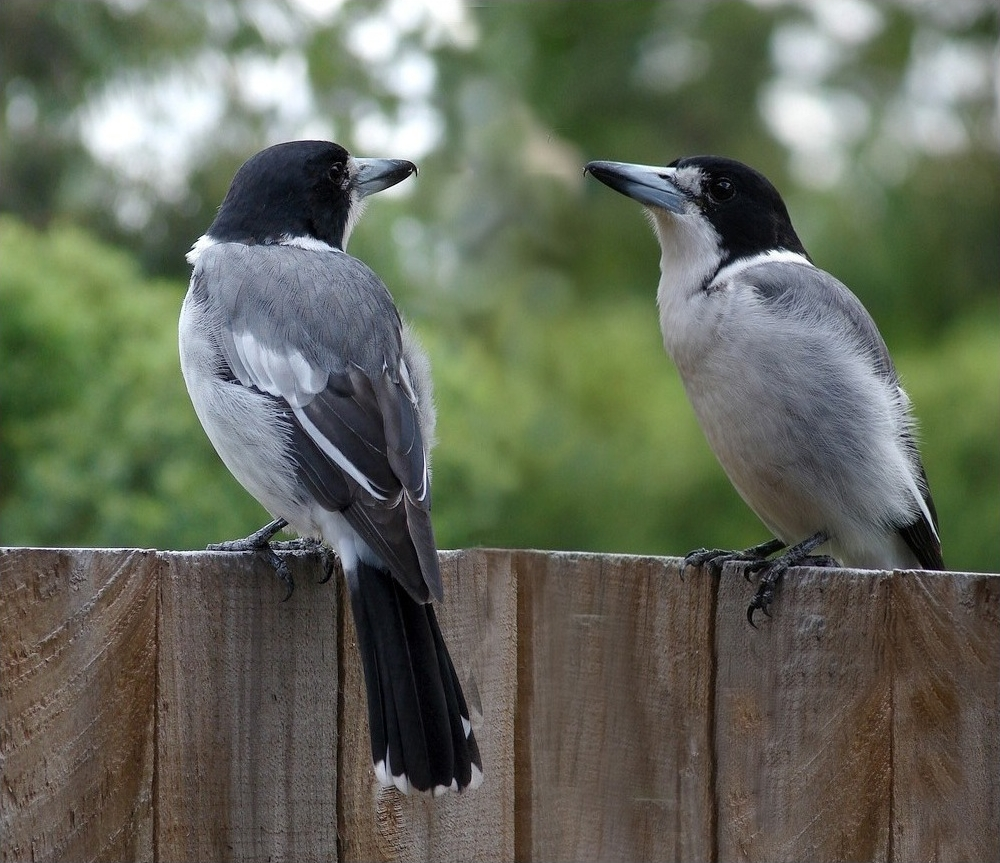
Due esemplari a Brisbane.

L'uccello beccaio grigio è un uccello diurno, che durante il giorno può essere osservato sia da solo che in coppie o in gruppetti familiari: questi uccelli passano la maggior parte del proprio tempo appollaiati su un ramo in evidenza, tenendo d'occhio i dintorni alla ricerca di cibo. Verso sera, i vari esemplari di un territorio confluiscono verso un unico albero per passare assieme la notte, salvo poi eventualmente disperdersi all'alba del giorno seguente.
Come tutti gli artamidi, anche l'uccello beccaio grigio possiede un siringe ben sviluppato, che consente a questi uccelli un canto melodioso e articolato. In questa specie sono stati registrati vari tipi di vocalizzazioni, sia aggressive che amichevoli, delle quali la più conosciuta è il canto territoriale: esso viene emesso dai vari esemplari di un gruppo l'uno dopo l'altro (spesso in coppie che cantano all'unisono), talvolta sovrapponendosi alla strofa finale del canto dell'esemplare precedente. Il canto territoriale può durare fino a un quarto d'ora e viene solitamente emesso all'alba e al tramonto, prima che i vari membri del gruppo si disperdano alla ricerca di cibo: in esso si alternano parti melodiose e più musicali ad altre più sgraziate e gracchianti.

### Alimentazione

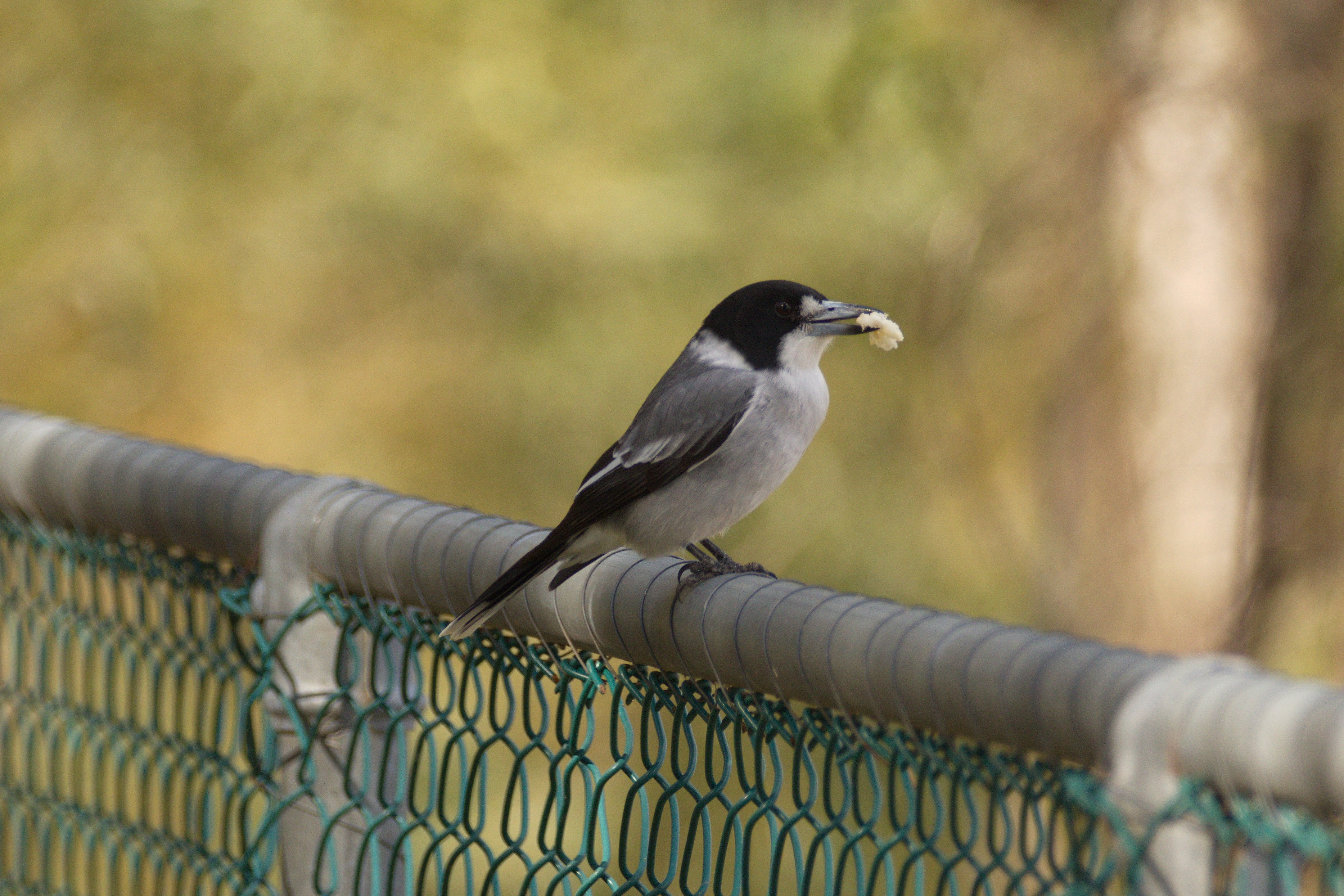
Esemplare con del cibo nel Queensland.

L'uccello beccaio grigio è virtualmente onnivoro: sebbene la sua dieta comprenda anche nettare, frutta, bacche e granaglie, tuttavia, questa specie privilegia nella propria dieta la parte carnivora/insettivora, nutrendosi di una varietà di invertebrati (soprattutto grossi insetti) nonché di piccoli vertebrati come topolini, scinchi, uccellini e uova.
Questi uccelli cacciano scendendo in picchiata sulla preda al suolo da un ramo sul quale si appostano anche per lungo tempo, tenendola ferma con le zampe artigliate e finendola col forte becco tagliente: le prede troppo grandi per essere inghiottite intere vengono generalmente impalate su un ramo spezzato o una spina, e consumate in un secondo momento. Anche il cibo avanzato viene generalmente posto alla biforcazione di un ramo per essere consumato in seguito.

### Riproduzione
La stagione riproduttiva va da giugno a gennaio, con picchi delle deposizioni fra settembre e ottobre: questi uccelli sembrano tuttavia in grado di riprodursi durante tutto l'arco dell'anno.

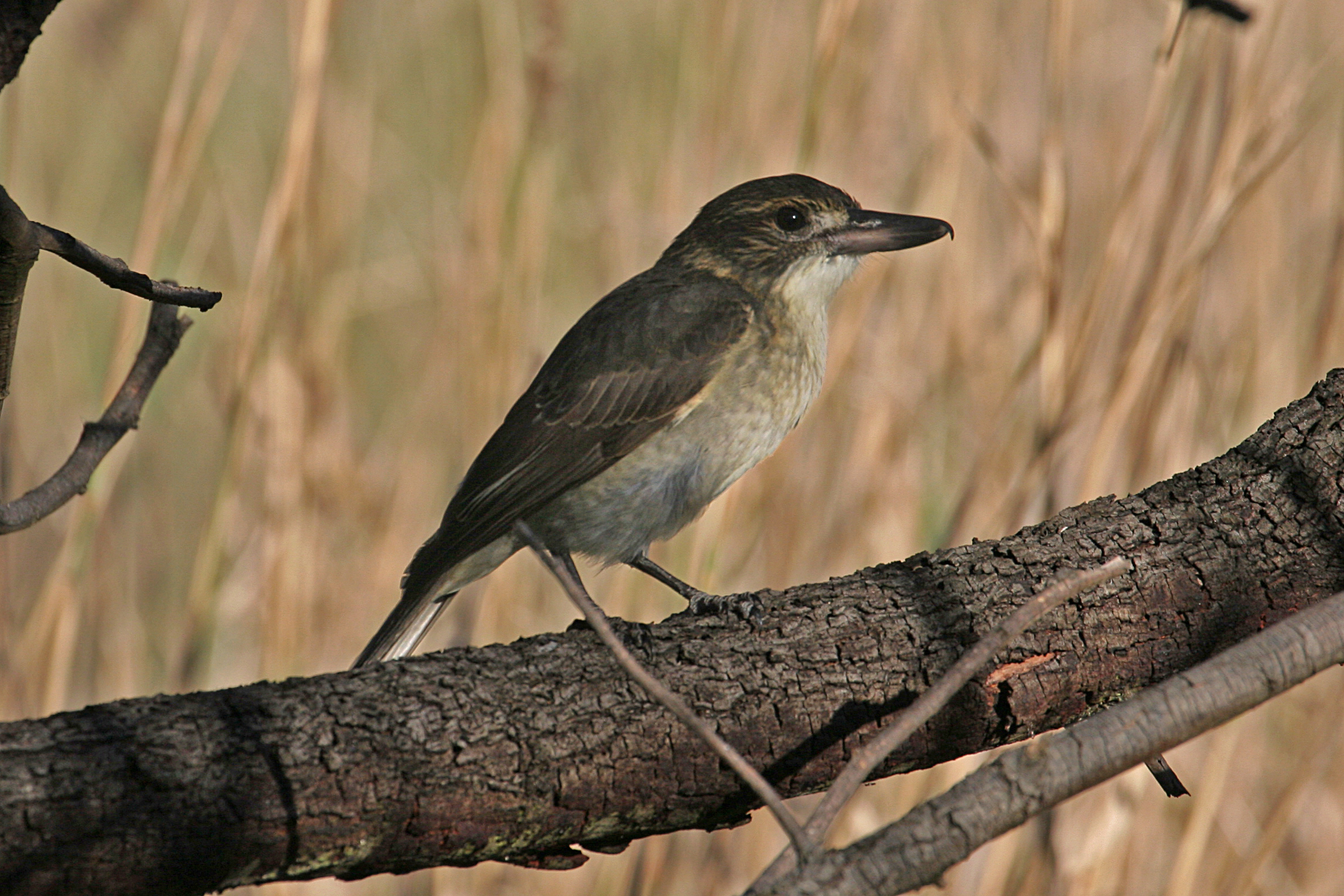
Giovane nei pressi di Melbourne.

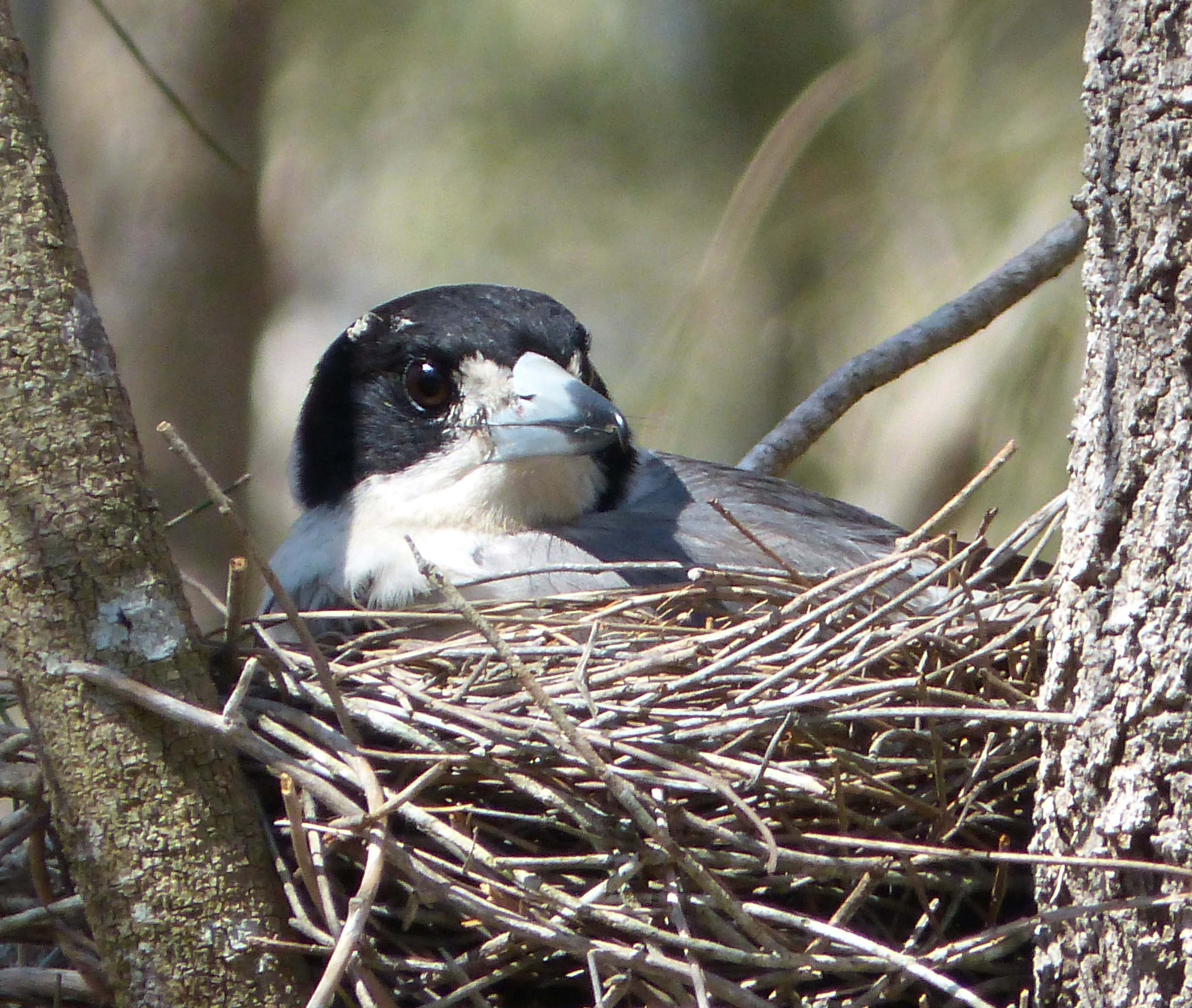
Femmina in cova.

L'uccello beccaio grigio è una specie monogama, con ambedue i sessi che si dimostrano molto territoriali nei confronti degli intrusi conspecifici durante il periodo di cova: la maggior parte dell'evento riproduttivo, tuttavia, risulta a carico della femmina. Essa infatti provvede da sola a costruire il nido, rappresentato da una struttura a coppa dalla parte esterna composta da rametti intrecciati grossolanamente e dalla parte interna foderata da erba secca e corteccia, posizionata al massimo a una decina di metri dal suolo.

All'interno del nido, essa depone 2-5 uova che provvede a covare da sola per circa 25 giorni, al termine dei quali schiudono pulli ciechi ed implumi.

I nidiacei vengono accuditi da ambedue i partner: essi sono pronti per involarsi a poco più di un mese dalla schiusa, pur continuando a rimanere nei pressi del nido ed a chiedere l'imbeccata ai genitori (sebbene via via più sporadicamente) fino a circa quattro mesi di vita. La completa indipendenza viene raggiunta attorno all'anno d'età.

## Distribuzione e habitat

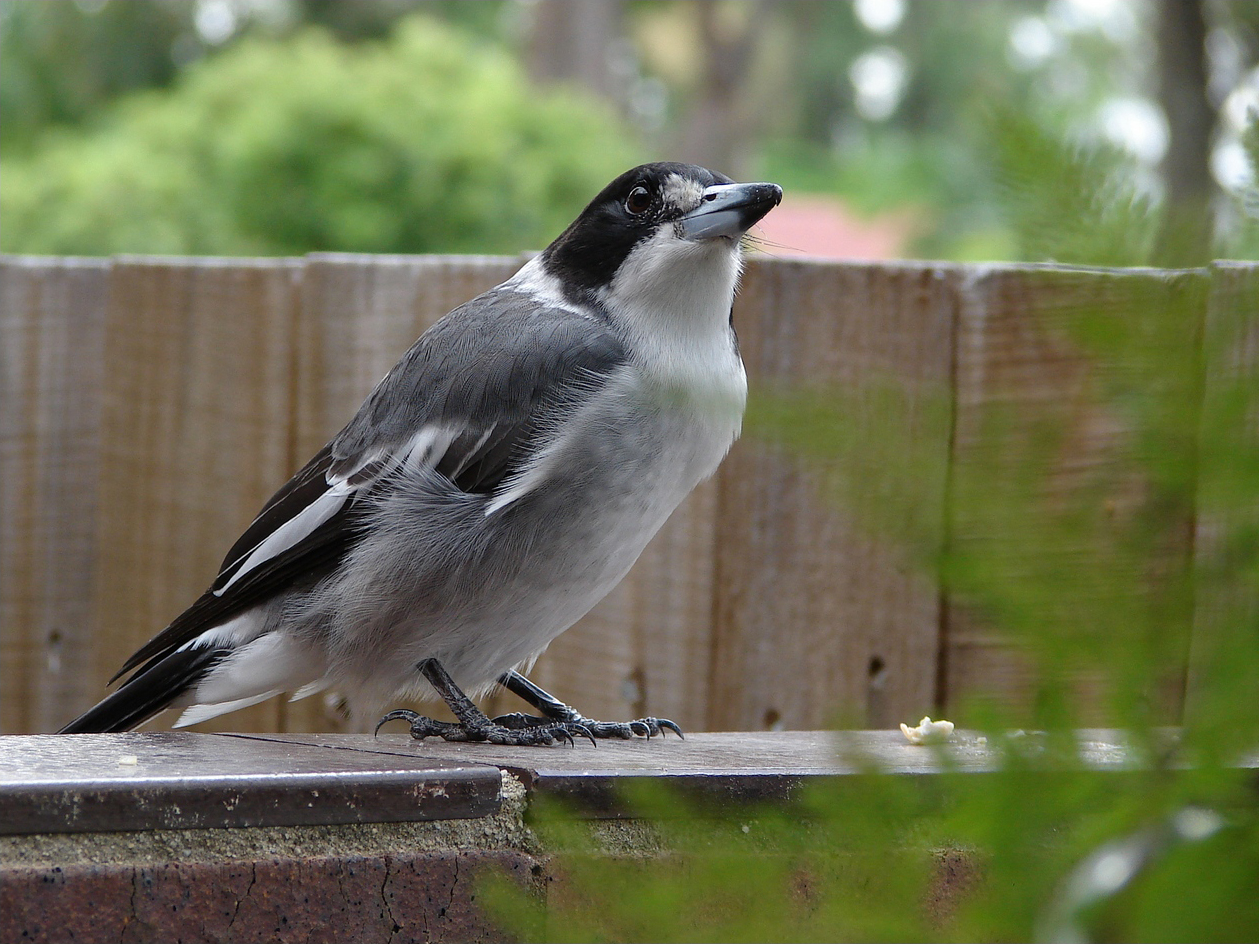
Esemplare in ambiente antropizzato.

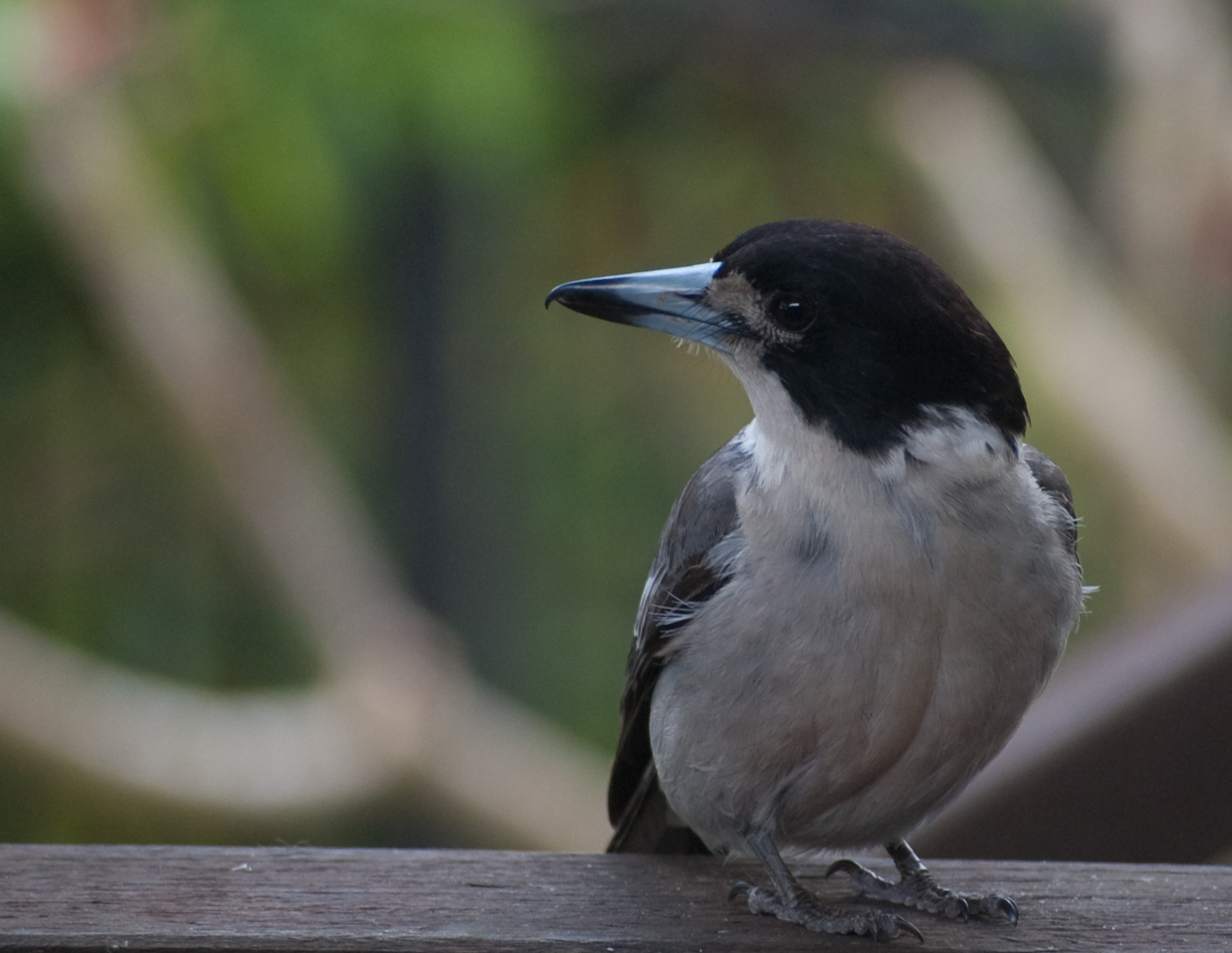
Esemplare a Brisbane.

L'uccello beccaio grigio è una specie endemica dell'Australia, della quale occupa un'ampia porzione che va dalla costa sud-orientale della penisola di Capo York al Pilbara, attraverso tutta la costa orientale, meridionale e sud-occidentale del Paese: all'interno questi uccelli si spingono fino ad Alice Springs ed alle propaggini orientali del deserto di Gibson, mentre mancano dalle aree desertiche dell'Australia centro-occidentale e da quelle più spiccatamente tropicali e umide del nord (dove vengono sostituiti dall'affine e molto simile uccello beccaio dorsoargenteo). Con una sottospecie endemica, l'uccello beccaio grigio è inoltre presente in Tasmania.
L'habitat di questi uccelli è rappresentato dalle aree aperte erbose e cespugliose, sia temperate che secche e semidesertiche, a condizione che vi sia la presenza di una fonte di acqua dolce nelle vicinanze e di macchie alberate più o meno estese di eucalipto o acacia, possibilmente piuttosto dense. Questi uccelli si sono inoltre adattati piuttosto bene alla presenza dell'uomo, colonizzando le aree suburbane e periferiche delle città ed insediandosi in parchi, giardini e viali alberati.

## Tassonomia
Se ne riconoscono tre sottospecie:
- Cracticus torquatus torquatus (Latham, 1801) - la sottospecie nominale, diffusa dalle coste del Queensland sud-orientale al Victoria, mantenendosi sulle pendici orientali e meridionali della Grande Catena Divisoria;
- Cracticus torquatus leucopterus Gould, 1848 - diffusa in tutta la porzione dell'areale occupato dalla specie ad ovest della Grande Catena Divisoria;
- Cracticus torquatus cinereus (Gould, 1837) - endemica della Tasmania.

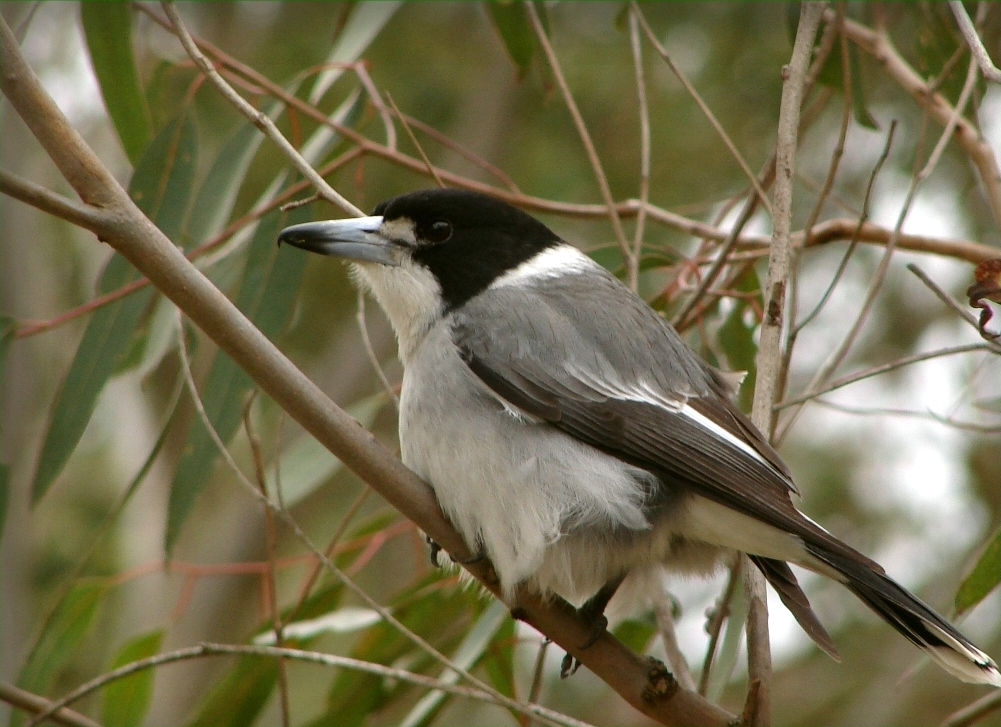
Esemplare della sottospecie nominale.
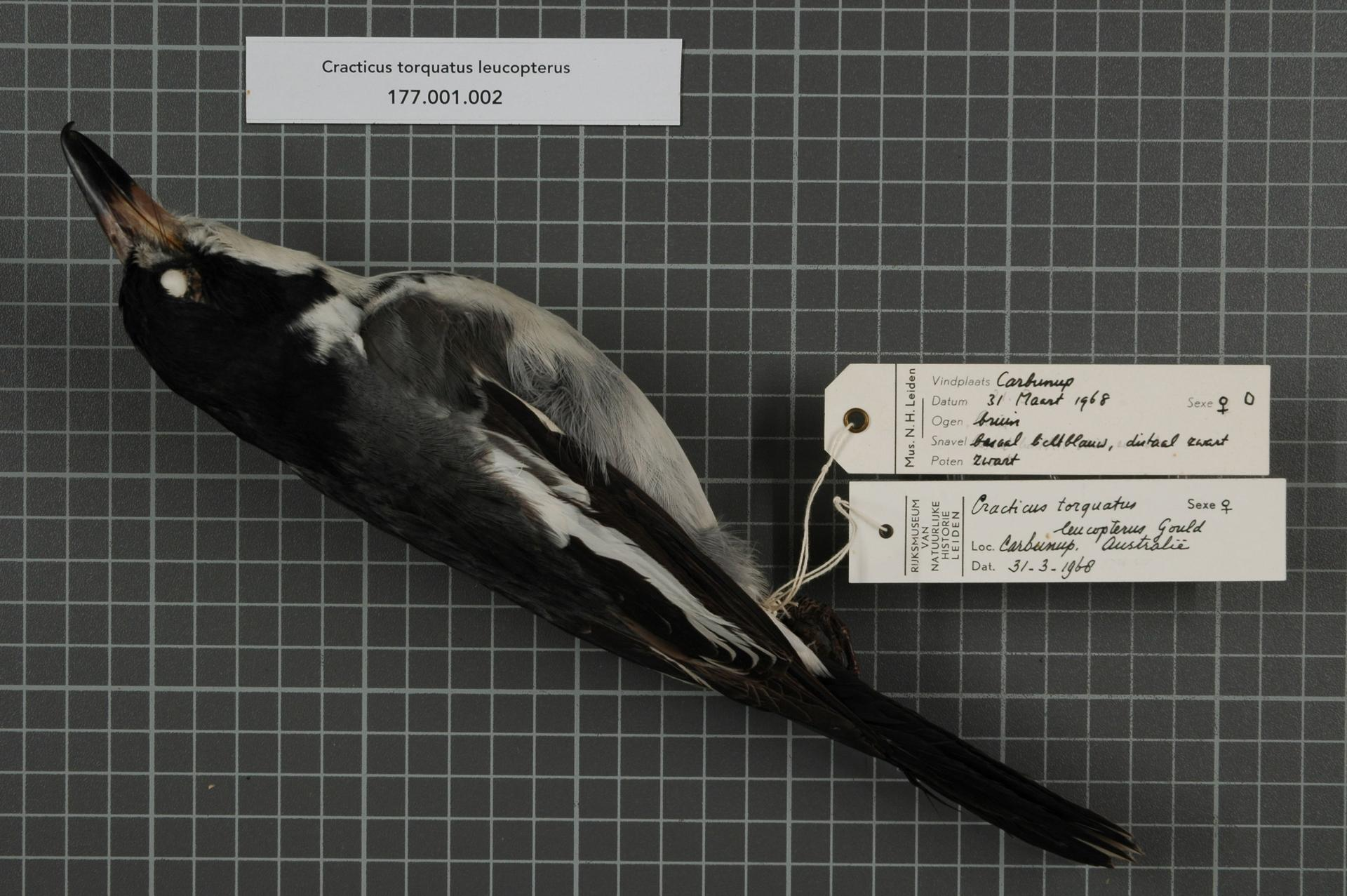
Femmina impagliata della sottospecie leucopterus.
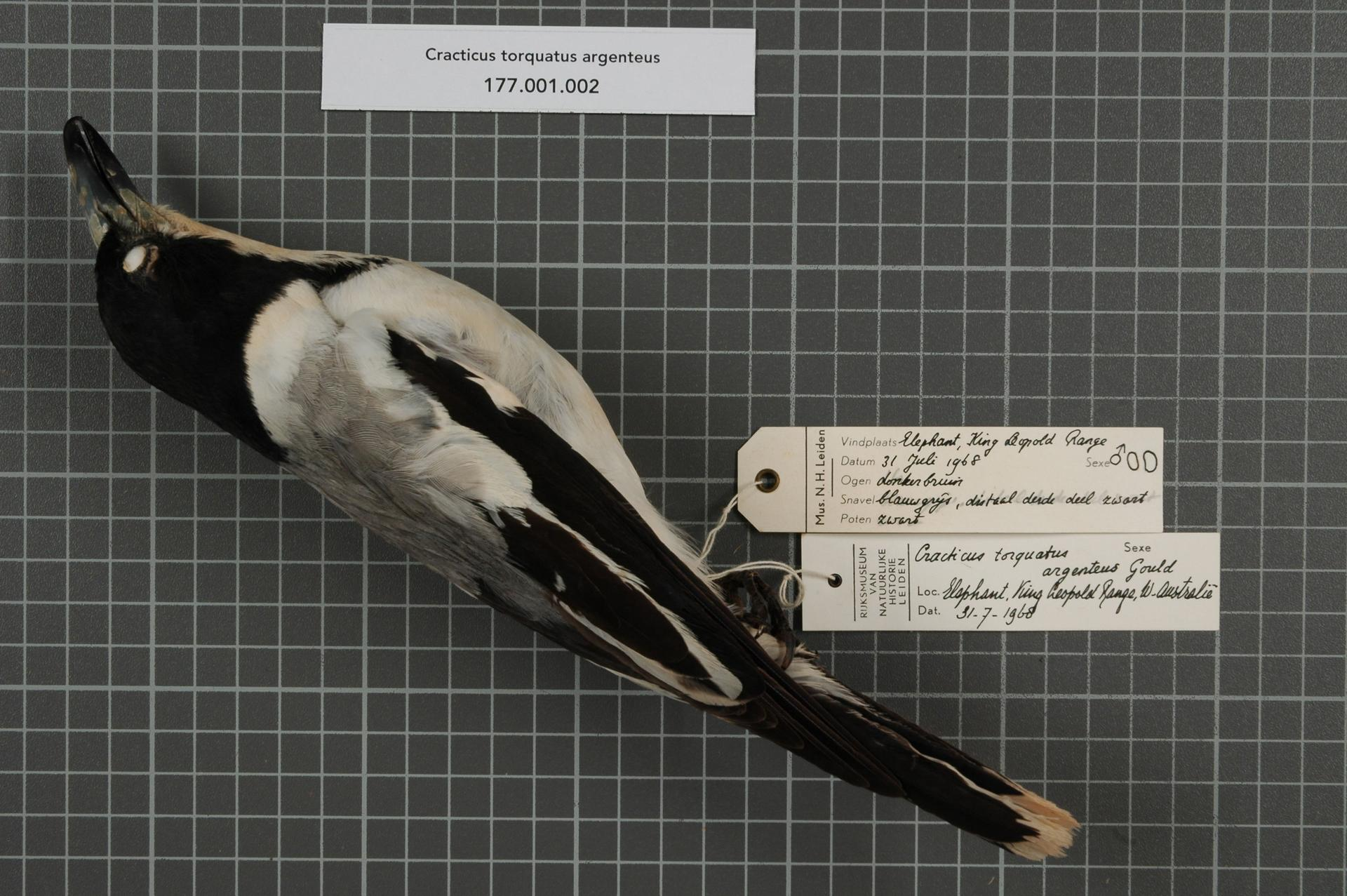
Maschio impagliato della sottospecie cinereus.